# Pristin V
Pristin V (кор. 프리스틴 V, иногда стилизуется как PRISTIN V) – саб-юнит южнокорейской гёрл-группы Pristin, сформированный в 2018 году компанией Pledis Entertainment. Юнит состоял из пяти участниц: Наён, Роа, Ыну, Рены и Кёлькён.

## Карьера

### 2018: Дебют сLike a V
Слухи о дебюте первого официального саб-юнита Pristin появились в начале мая 2018 года, и уже через неделю руководство Pledis Entertainment подтвердило данную информацию. Ещё до объявления состава было известно, что в юнит точно войдут Наён и Кёлькён, т.к. они были одними из самых популярных участниц основного состава благодаря продвижению в I.O.I. 16 мая было объявлено название – Pristin V («V» − римская цифра пять, что является отсылкой к количеству участниц), в тот же день был представлен и первый общий тизер. 18 мая был опубликован первый групповой тизер, на котором участницы сидели спиной к камере, и поклонники уже смогли определить остальных, кто окажется в юните. Ими стали Роа, Ыну и Рена. Позже стало известно название дебютного синглового альбома – Like a V. Его выход состоялся 28 мая, а синглом стала композиция «Get It», клип на которую был выпущен в тот же день.
Like a V дебютировал с 5 места альбомного чарта Gaon, уже на следующей неделе покинув топ-10 и оказавшись на 13 месте. На пятой неделе пребывания Like a V вылетел из топ-100, ранее стабильно не покидая топ-30. «Get It» не удалось дебютировать в сингловом чарте Gaon, однако он сумел попасть в топ-70 чарта скачиваний, расположившись на 66 месте. По итогам продаж за май 2018 года альбом дебютировал на 16 месте, было продано 11 510 копий. В июне продажи составили уже больше 6 700 копий.

### 2019: Расформирование
24 мая 2019 года Pledis Entertainment подтвердили расформирование группы после двух лет существования. Все участницы, за исключением Кёлькён, Сонён и Йеханы расторгли свои контракты с агентством.

## Артистизм
Портал AsianJunkie в своей рецензии назвал Pristin V «прекрасным саб-юнитом, начиная от концепта и заканчивая исполнением». Также было отмечено, что, в отличие от оригинальной группы, юнит выпускает музыку в противоположном стиле. Автор упомянул, что успех юнита обеспечен именно «приставучей и хорошо исполненной» «Get It».
Сайт SeoulBeats отметил, что «Pristin V избежали главной проблемы с юнитом, потому что не были слишком далеки от группы, и имеют хороший концепт, но, к сожалению, это было не до конца использовано и результат является общим». Автор раскритиковал юнит, потому что, по его словам, «потенциал показан не до конца».

## Участницы

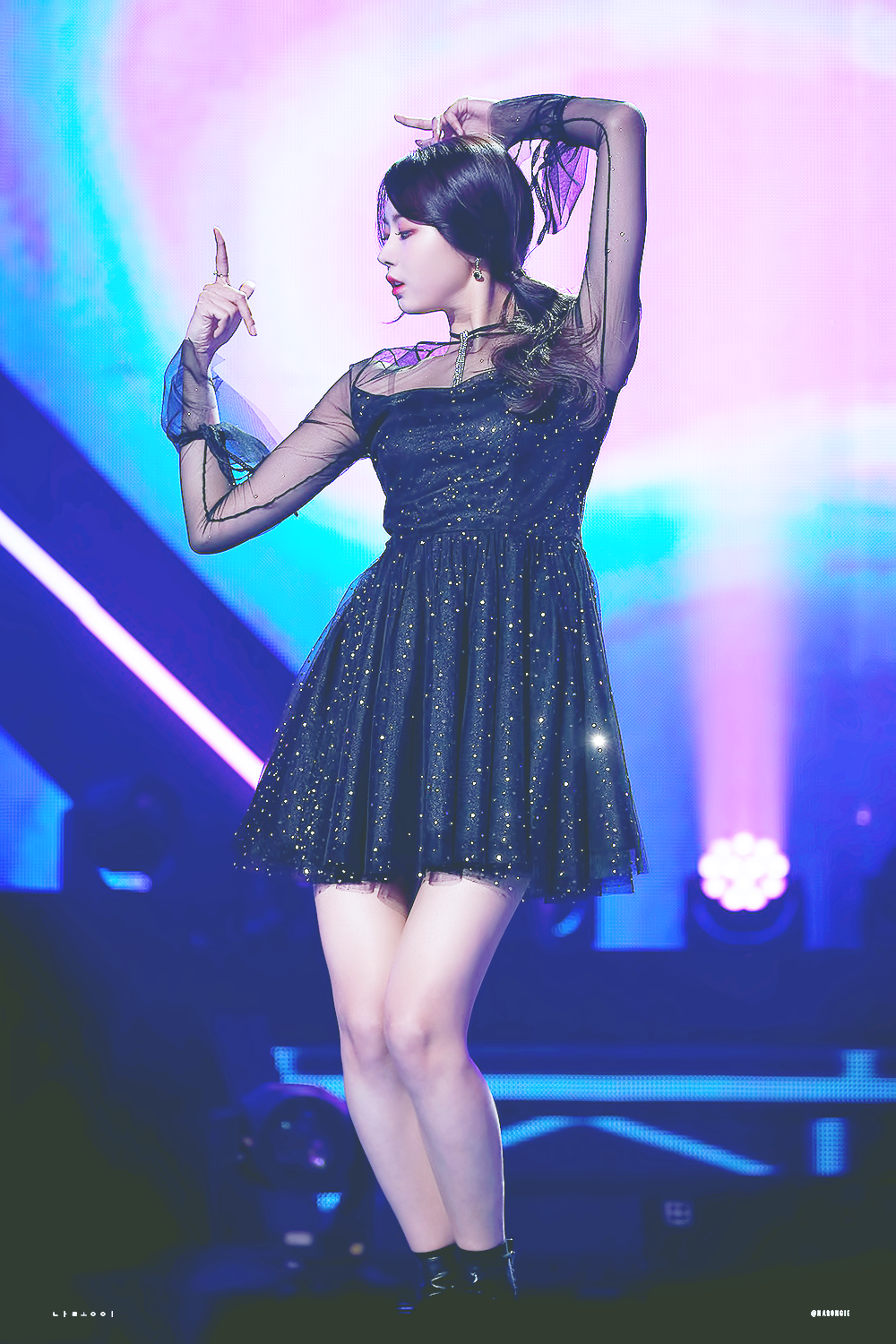
Наён
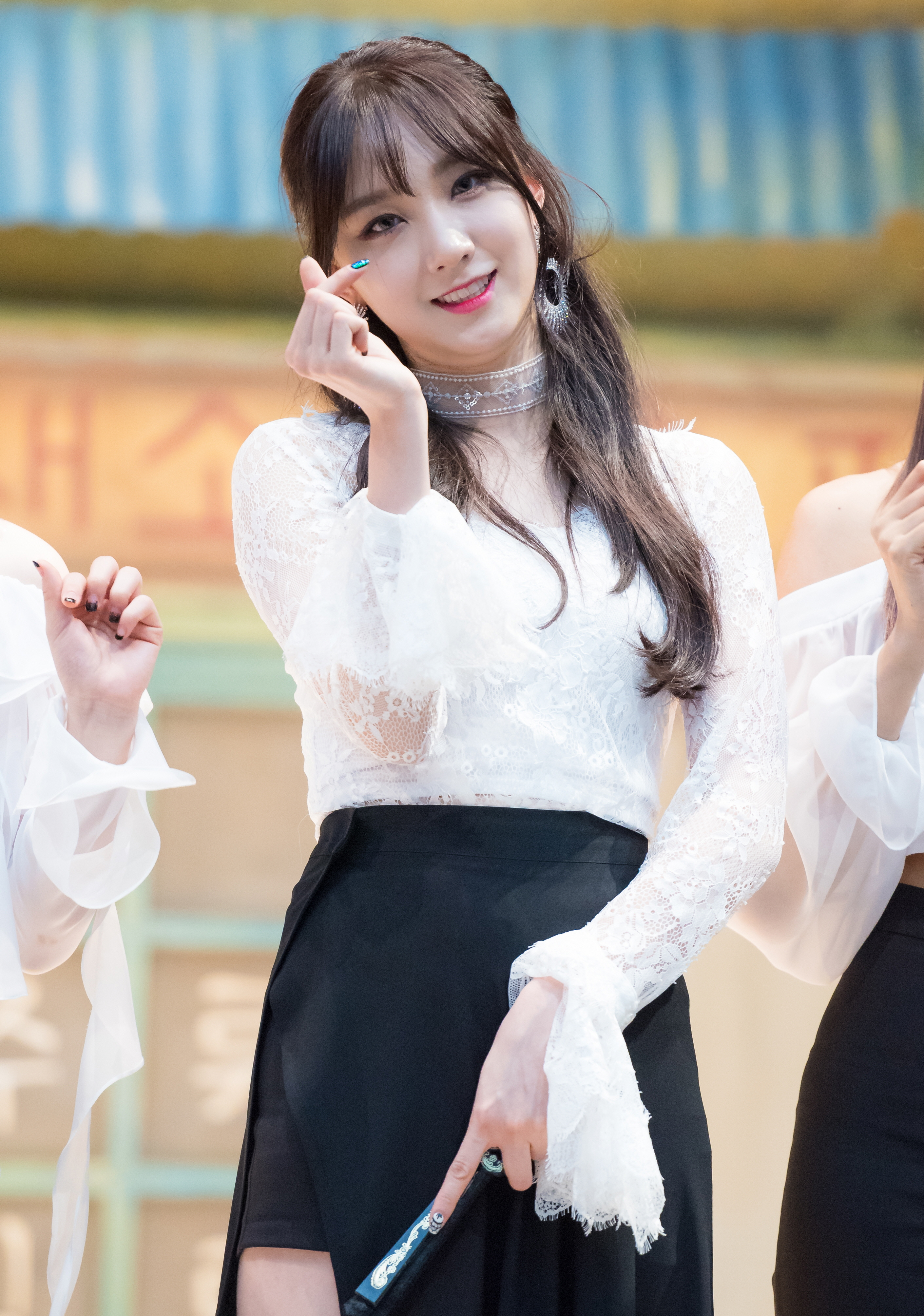
Роа
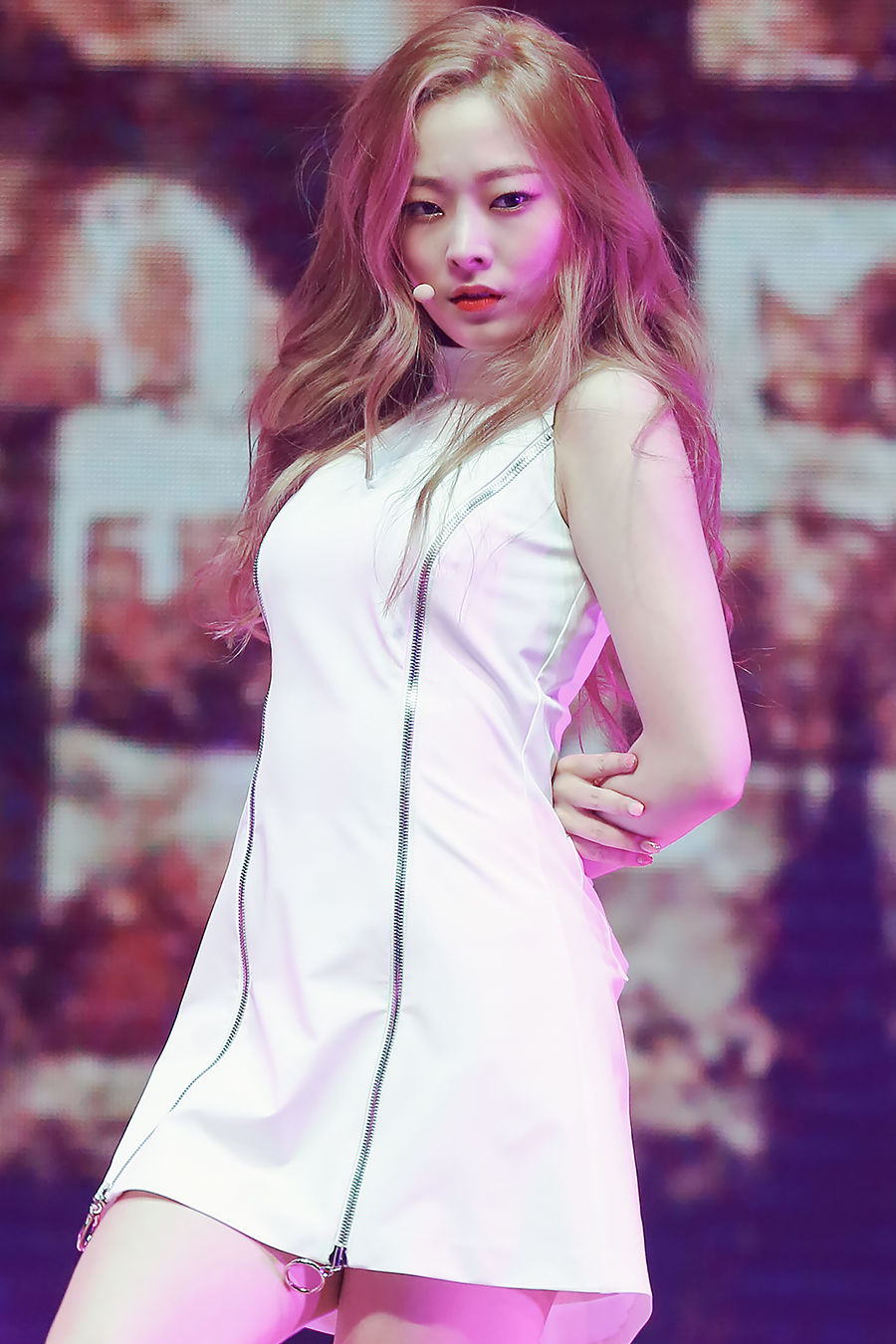
Ыну
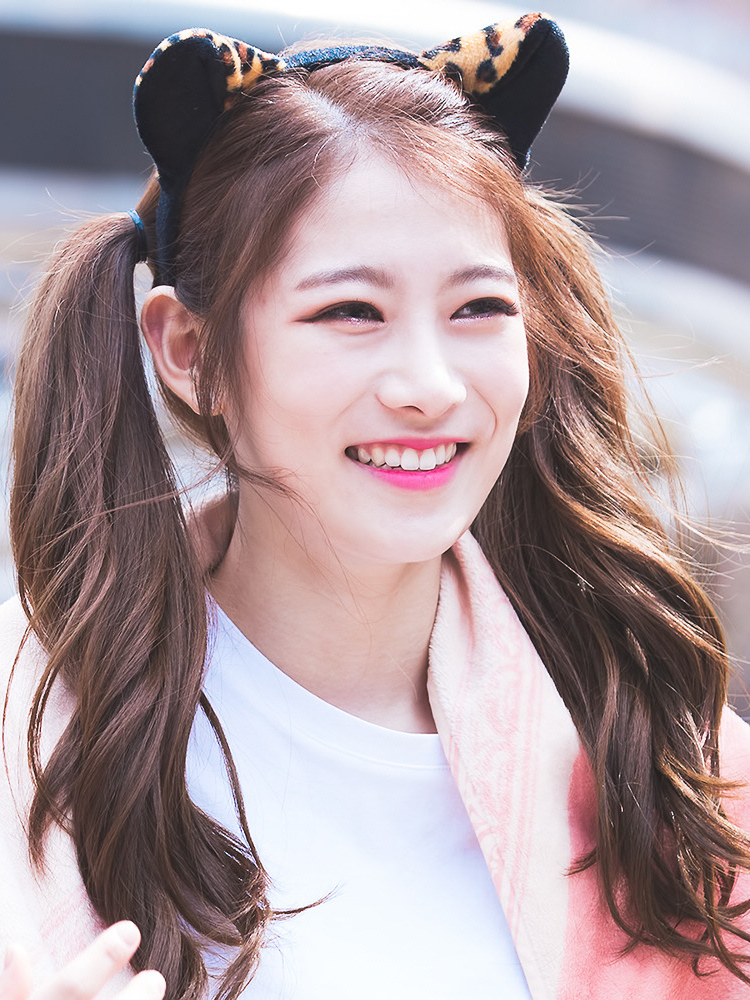
Рена
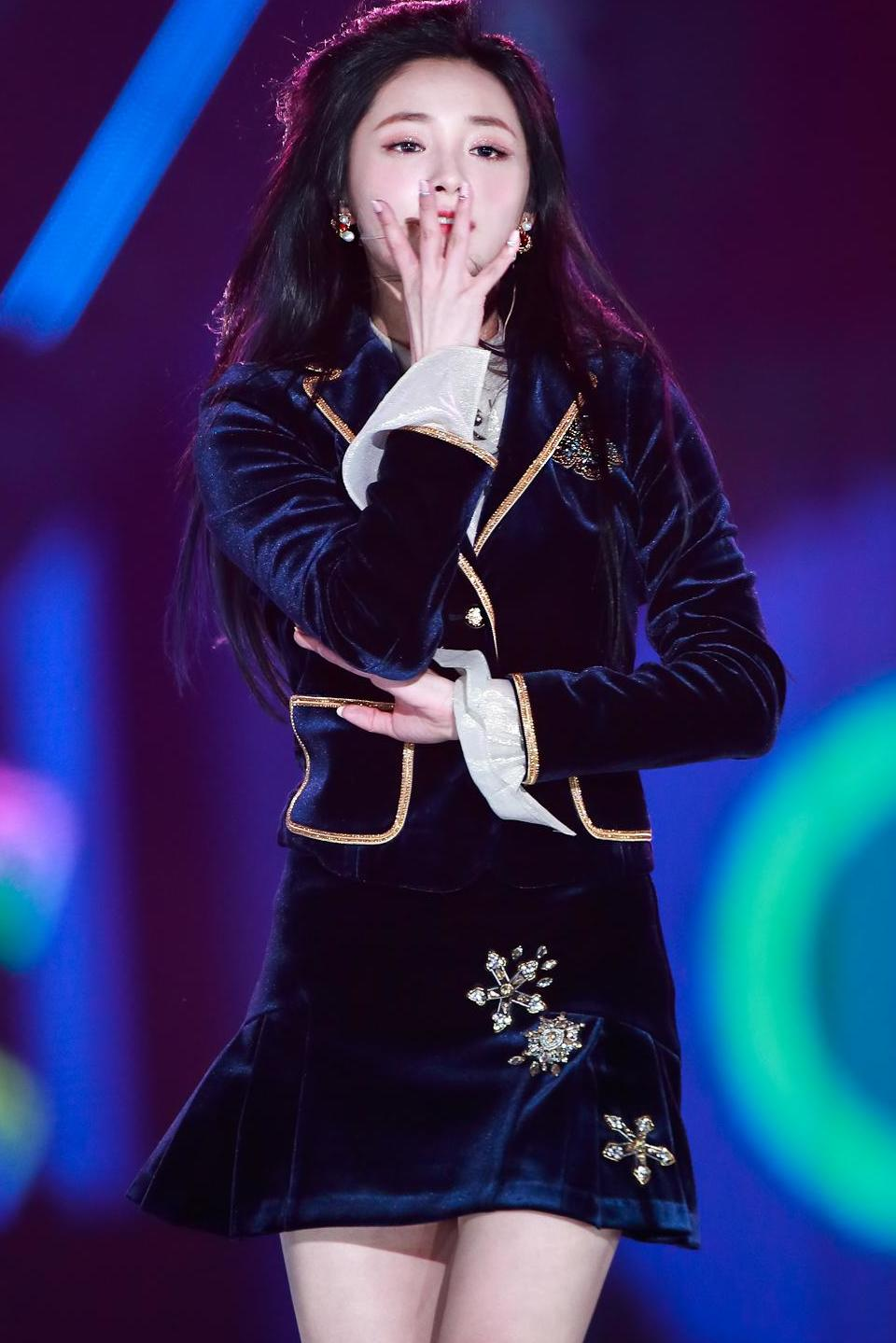
Кёлькён

| Псевдоним | Псевдоним | Настоящее имя            | Настоящее имя     | Дата рождения | Национальность   | Позиция в группе                |
| Русский   | Хангыль   | Русский                  | Хангыль/китайский | Дата рождения | Национальность   | Позиция в группе                |
| --------- | --------- | ------------------------ | ----------------- | ------------- | ---------------- | ------------------------------- |
| Наён      | 나영      | Лим Наён                 | 임나영            | 18.12.1995    | Республика Корея | Лидер, рэпер, главный танцор    |
| Роа       | 로아      | Ким Минкён               | 김민경            | 29.07.1997    | Республика Корея | Вокалист                        |
| Ыну       | 은우      | Чон Ыну                  | 정은우            | 01.07.1998    | Республика Корея | Главный вокалист                |
| Рена      | 레나      | Кан Ебин                 | 강예빈            | 19.10.1998    | Республика Корея | Главный рэпер                   |
| Кёлькён   | 결경      | Чжоу Цзецюн (Чу Кёлькён) | 周洁琼 (주결경)   | 16.12.1998    | Китай            | Вокалист, главный танцор, макнэ |

## Дискография

### Сингловые альбомы
- Like a V (2018)

## Фильмография

### Шоу
- Pristin V HICAM (2018)

### Видеоклипы
| Год  | Название             | Режиссёр(ы) | Ссылка |
| ---- | -------------------- | ----------- | ------ |
| 2018 | «Get It» (네 멋대로) | VM Project  | [ 19 ] |